# クリスタル・コミュニケーション
『クリスタル・コミュニケーション あなたの神様はいますか』（クリスタル・コミュニケーション あなたのかみさまはいますか）は、あかつきゆきや/著、ぽぽるちゃ/イラストの小説（ライトノベル）。2003年6月発行。電撃文庫刊。

## ストーリー
大学受験の際に出会った少女「ケイ」とメールをやり取りしていた「アル」はある日ケイから超能力が使えると告白をされる。その告白に憤慨したアルだったが思い直し、偶然再会したケイと再び友達付き合いをすることとなる。アルはケイの能力を知るにつれて人の心の裏側をも知ってしまうこととなる。やがてケイに告白をするが、彼女は恋愛というものが理解できないと言い、一度は拒絶する。その後も友人関係は継続していくが、ある日突然ケイは自分の身に関わる重大な事実を告げる。

## 登場人物
竜崎朝人（りゅうざき あさと）
大学浪人中の学生。大学受験の際にケイと出会う。ケイにはイニシャルからAR「アル」と呼ばれる。ケイとはその頃からメールでやりとりを続けていたが、ある日突然彼女から能力の告白を受ける。その事実に憤慨したが、考え直し再び友達づきあいを始めるようになり、彼女に告白をするが断られてしまう。ケイ曰く、心が水晶色の人。正義感が強い。
矢野鏡子（やの きょうこ）
イニシャルのKYから「ケイ」と名乗る、常に敬語を絶やさない礼儀正しい少女。
テレパシーやサイコメトリー、遠視覚、予知の能力が使える。テレパシーは何もしていなくても周囲の人の心の声が聞こえ、身体に直接触るとその人の過去の記憶までも読むことができる。逆に、ケイが聞いている心の声を接触している相手に聞かせることもできる。小学生の頃、この能力を使って友人に心の声を聞かせた際に発狂させてしまったという過去がある。相手の身体に接触するとその人の感情が流れ込んできてそれが自身の負担となるため、できるだけ他人には触れないようにしている。また、相手の感情が読めてしまうため恋愛というものが理解できないと言い、アルからの告白を断っている。ケイは予知の能力によって自身の近い未来を悟り、その時が来る前にこの能力をアルに伝えようと決意する。

## 既刊一覧
- 『クリスタル・コミュニケーション あなたの神様はいますか』（2003年6月、メディアワークス）ISBN 978-4840223942